# Yucca Mountain Johnny
Yucca Mountain Johnny es un minero de dibujos animados creado por el Departamento de Energía de los Estados Unidos (DOE) para informar a los niños sobre el almacenamiento de residuos nucleares y el proyecto de cementerio nuclear en Yucca Mountain (Nevada). Además, es el guía virtual de la sección infantil de la web del Departamento de Energía (llamada Youth Zone) y hace visitas "en carne y hueso" a las escuelas de Nevada. Ha recibido duras críticas como herramienta de propaganda.
La representante demócrata Shelley Berkley (NV) llamó a Yucca Mountain Johnny "el Joe Camel del Departamento de Energía", en semejanza a dicha mascota de la industria tabacalera, muy criticada por dirigirse a los niños. Por su parte, el representante republicano Jon Porter (NV) manifestó que "vender el Proyecto de Yucca Mountain a nuestros niños mediante el uso de un personaje animado es un acto irresponsable y desesperado".
El portavoz del Departamento de Energía, Craig Stevens, en cambio, defiende a este personaje, argumentando que "enseña hidrología, geología, y ciencias de la Tierra", y que "es parte de nuestra obligación explicar al público lo que estamos haciendo." En la Cámara de Representantes, el apoyo a Yucca Mountain Johnny se pone de relieve en el republicano Joe Barton (TX), que manifestó que "nadie cuestiona la precisión o veracidad de lo que está en el sitio web", y en el también republicano David Hobson (OH), que dijo que "puede hacerse un lugar en la educación de los niños".
Berkley, que se opone al depósito nuclear de Yucca Mountain, intentó añadir una enmienda a un proyecto de ley sobre el gasto de energía que habría impedido que se destinaran fondos a la sección infantil de la web del Departamento de Energía, aunque fue rechazada.